# Boies Penrose
Boies Penrose, född 1 november 1860 i Philadelphia, Pennsylvania, död 31 december 1921 i Washington, D.C., var en amerikansk republikansk politiker. Han representerade delstaten Pennsylvania i USA:s senat från 4 mars 1897 fram till sin död. Han var ordförande i senatens finansutskott 1911-1913 och 1919-1921.
Penrose utexaminerades 1881 från Harvard University. Han studerade sedan juridik och inledde 1883 sin karriär som advokat i Philadelphia. Han kandiderade utan framgång i borgmästarvalet i Philadelphia 1895.
Penrose efterträdde 1897 J. Donald Cameron som senator för Pennsylvania. Han omvaldes fyra gånger.
Penrose avled i ämbetet. Hans grav finns på Laurel Hill Cemetery i Philadelphia.